# Associazione Calcio Treviso 1942-1943
Questa voce raccoglie le informazioni riguardanti l'Associazione Calcio Treviso nelle competizioni ufficiali della stagione 1943-1944.

## Stagione
Nella stagione 1942-1943, il Treviso sfiora per l'ennesima volta la prima storica promozione in Serie B, sfuggita per un solo punto. Alla fine a essere promossa sarà la Pro Gorizia.
In questa stagione, parecchi giocatori vengono richiamati alle armi, mentre i mattatori sono i due Bortoletto, Piero e Raoul, che realizzano rispettivamente 9 e 16 gol, con Poli altro grande protagonista (15 gol) del Treviso (guidato da Antonio Bisigato, allenatore-giocatore-capitano) che realizza la bellezza di 64 gol, ben 16 in più rispetto alla Pro Gorizia.

## Rosa
| N. |                   | Ruolo | Calciatore        |
| -- | ----------------- | ----- | ----------------- |
|    | Italia (bandiera) | C     | Bruno Artuso      |
|    | Italia (bandiera) | A     | Piero Bortoletto  |
|    | Italia (bandiera) | C     | Raoul Bortoletto  |
|    | Italia (bandiera) | A     | G. Cason          |
|    | Italia (bandiera) | A     | Renato Cogo       |
|    | Italia (bandiera) | D     | Alvio Dal Maschio |
|    | Italia (bandiera) | C     | U. Della Pietra   |
|    | Italia (bandiera) | A     | Luigi Del Grosso  |
|    | Italia (bandiera) | A     | L. Ferrari        |
|    | Italia (bandiera) | A     | E. Gaion          |
|    | Italia (bandiera) | C     | Leone Gerlin      |
|    | Italia (bandiera) | A     | A. Gregori        |

| N. |                   | Ruolo | Calciatore       |
| -- | ----------------- | ----- | ---------------- |
|    | Italia (bandiera) | C     | Pietro Grosso    |
|    | Italia (bandiera) | A     | A. Guizzo        |
|    | Italia (bandiera) | C     | Antonio Maran    |
|    | Italia (bandiera) | D     | R. Maran         |
|    | Italia (bandiera) | A     | R. Michieli      |
|    | Italia (bandiera) | C     | Ivone Nicoletti  |
|    | Italia (bandiera) | A     | Aristide Novello |
|    | Italia (bandiera) | A     | Angelo Pelizzari |
|    | Italia (bandiera) | P     | A. Trevisiol     |
|    | Italia (bandiera) | D     | R. Visentin      |
|    | Italia (bandiera) | P     | P. Zanato        |

## Statistiche

### Statistiche di squadra
| Competizione | Punti | In casa | In casa | In casa | In casa | In casa | In casa | In trasferta | In trasferta | In trasferta | In trasferta | In trasferta | In trasferta | Totale | Totale | Totale | Totale | Totale | Totale | DR  |
| Competizione | Punti | G       | V       | N       | P       | Gf      | Gs      | G            | V            | N            | P            | Gf           | Gs           | G      | V      | N      | P      | Gf     | Gs     | DR  |
| ------------ | ----- | ------- | ------- | ------- | ------- | ------- | ------- | ------------ | ------------ | ------------ | ------------ | ------------ | ------------ | ------ | ------ | ------ | ------ | ------ | ------ | --- |
| Serie C      | 34    | ?       | ?       | ?       | ?       | ?       | ?       | ?            | ?            | ?            | ?            | ?            | ?            | 22     | 16     | 2      | 4      | 64     | 24     | +40 |
| Totale       |       | ?       | ?       | ?       | ?       | ?       | ?       | ?            | ?            | ?            | ?            | ?            | ?            | 22     | 16     | 2      | 4      | 64     | 24     | +40 |